# Poalete
Poalete ist ein Ortsteil des osttimoresischen Dorfes Halalmeta im Suco Seloi Craic (Verwaltungsamt Aileu, Gemeinde Aileu).

## Geographie und Einrichtungen
Poalete bildet den Nordosten des Dorfes Halalmeta, der kleinere Südwestteil heißt Aimera Hun. Halalmeta liegt auf einer Meereshöhe von 999 m. In Poalete befinden sich die Kirche Halalmeta und ein Wassertank. Die Grundschule Halalmeta steht in Aimera Hun. Von Poalete aus führen Straßen nach Norden in die Dörfer der Aldeia Tabulasi und nach Südosten nach Asumhati (Aldeia Aslimhati, Suco Hoholau) und Casamou (Aldeia Casamou).